# 타밀어 위키백과

타밀어 위키백과의 로고

타밀어 위키백과(타밀어: தமிழ் விக்கிப்பீடியா)는 타밀어로 구성된 위키백과이며, 2003년 9월에 서비스가 시작되었다. 기호는 ta이다.

## 같이 보기
- 벵골어 위키백과
- 말라얄람어 위키백과
- 텔루구어 위키백과
- 마라티어 위키백과
- 힌디어 위키백과